# DAF 45/55
DAF 45/55 — семейство среднетоннажных грузовых автомобилей, выпускавшихся нидерландской компанией DAF Trucks в период с 1991 по 2000 год.

## История

### DAF 600/800/1000
После приобретения в 1987 году концерном DAF Trucks компании Leyland модель Leyland Roadrunner (производилась с 1984 по 1993 год) с минимальными изменениями стала продаваться под названием DAF 600 и 800. В отличие от Leyland, не было окна в левой части кабины, и было получено переднее оформление в стиле других грузовиков DAF. Грузовики DAF 600 были оснащены двигателем 5,88 л мощностью 116 л. с., а DAF 800 - тем же двигателем, но мощностью 132 или 145 л. с., Последний — с турбонаддувом.
Позже была представлена 10-тонная версия DAF 1000 с модифицированной подвеской, осями, большими колёсами и двигателями 5,88 л мощностью 132 или 145 л. с..
С 1991 года модель DAF 600/800/1000 грузоподъёмностью от 6,5 до 10 тонн называется DAF 45 с двигателями 5,88 л мощностью 115, 130, 145 и 162 л. с. (последние два с турбонаддувом). Кабина DAF 600/800/1000 осталась неизменной.
В 1995 году представлена более тяжёлая модификация DAF 55 грузоподъёмностью от 11 до 15 тонн с 6-цилиндровыми дизелями Cummins (5,88 л, 132, 146, 181. 215 и 235 л. с.), 5 — и 6-ст. МКПП фирмы ZF.
В 1996 году модель DAF 45 модернизировали, сделав её похожей на DAF 55. Она получила двигатели Cummins 5,88 л мощностью от 132 до 215 л. с.